# Konisk stämma
Konisk stämma är samlingsnamn för en orgelstämma som är konisk. Stämmorna kallas så på grund av sin kägelform. De koniska stämmorna kommer ursprungligen från renässansen och den tidiga barocken. Stämmorna har ofta en lägre tennhalt som ligger omkring 30-50 %, men kan vara lägre.